# 장햇살
장햇살(1991년 12월 21일 ~ )은 대한민국의 배우이다.

## 학력
- 한국예술종합학교 연극원 연기과

## 출연 작품

### 영화
- 《식물생활》 (2020년) - 홍 역
- 《애비규환》 (2020년) - 복남 역
- 《디바》 (2020년) - 다이빙 선수 4 역
- 《노량대첩》 (2019년)
- 《오목소녀》 (2018년) - 동거인 역
- 《용순》 (2017년) - 문희 역

### 드라마
- 《보이스 2》 (2018년, OCN) - 보이스피셔 역